# Мърсър (окръг, Пенсилвания)
Вижте пояснителната страница за други значения на Мърсър.
Окръг Мърсър (на английски: Mercer County) е окръг в щата Пенсилвания, Съединени американски щати. Площта му е 1769 km², а населението - 111 750 души (2017). Административен център е град Мърсър.